# شارع مكة (عمان)

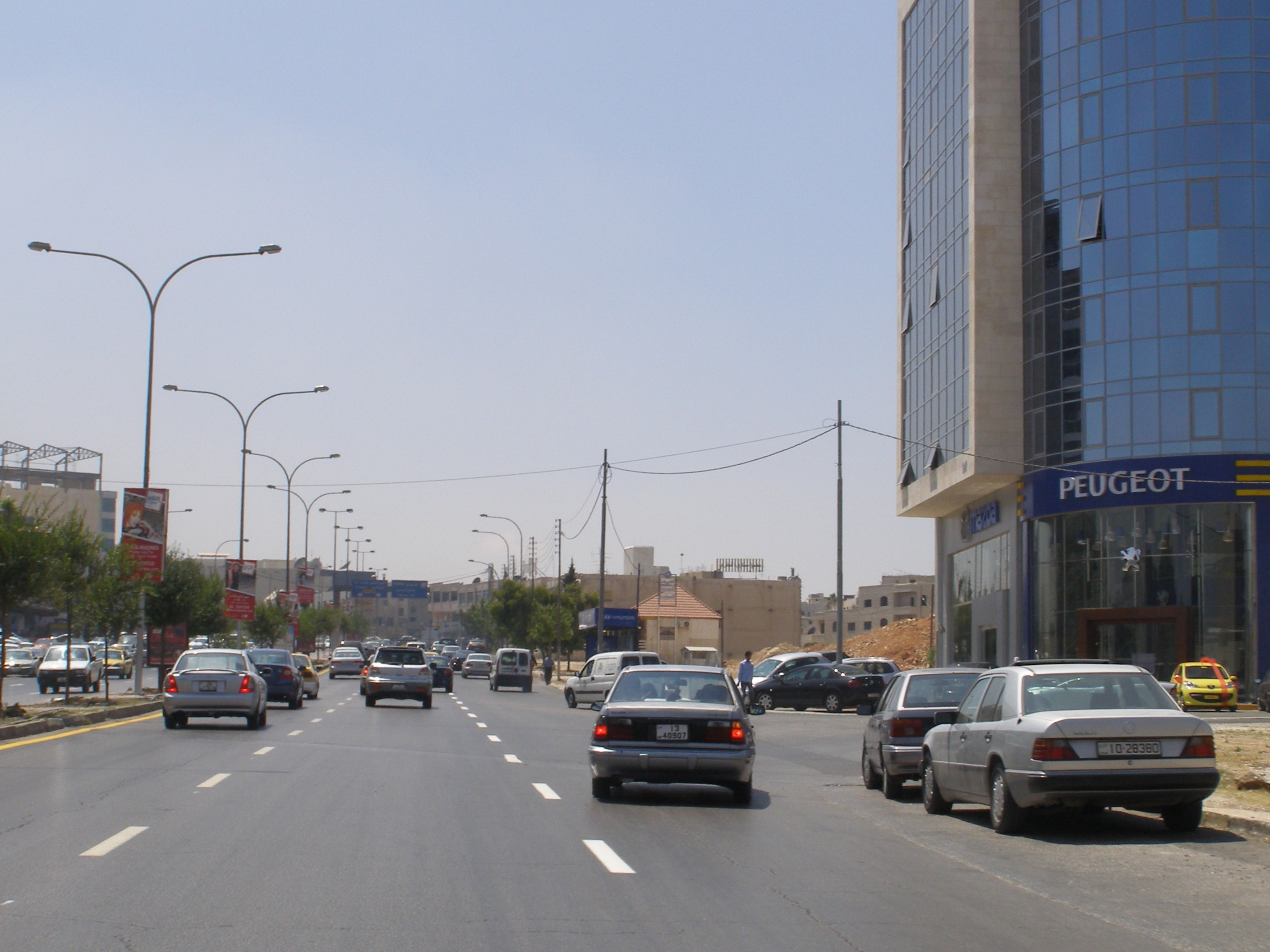
شارع مكة

شارع مكة ويسمى أيضا بشارع المعارض لكثرة المعارض الموجودة فيه وخاصة معارض السيارات. يمتد من الغرب إلى الشرق ويتقاطع مع عدة شوارع مهمة كشارع المدينة المنورة عند ميدان الحرمين وشارع عبد الله غوشة عند مجمع جبر التجاري. ويمر عبد الدوار الخامس. يطل على هذا الشارع أيضا أحد معالم عمّان وهو مكة مول أحد المراكز التجارية الهامة في عمان.